# Altdorf (Uri)
Pour les articles homonymes, voir Altdorf.
Altdorf est une commune suisse, chef-lieu du canton d'Uri.

## Géographie

Vue aérienne de 400 m par Walter Mittelholzer (1922).

Le village d'Altdorf est situé 458 m d’altitude, dans la plaine de la Reuss, peu avant l'embouchure de celle-ci dans le lac des Quatre Cantons.
La commune d'Altdorf s'étend sur 10,21 km2. Lors du relevé de 2013-2018, les surfaces d'habitations et d'infrastructures représentaient 25,2 % de sa superficie, les surfaces agricoles 33,5 %, les surfaces boisées 39,3 % et les surfaces improductives 1,9 %.
Altdorf est connue pour être une région soumise au foehn et la température de l’air y atteint alors une des valeurs les plus élevées de Suisse.

## Histoire
Le bourg est connu depuis 744. En 1899 fut ouverte la route du col du Klausen établissant une liaison entre le canton d'Uri et le canton de Glaris. On y voit une fontaine à l'endroit où était, dit-on, le tilleul contre lequel on plaça le fils de Guillaume Tell, quand son père transperça d'une flèche la pomme sur sa tête.

## Démographie

### Évolution de la population
Altdorf compte 9 880 habitants fin 2022. Sa densité de population atteint 968 hab./km2.
Le graphique suivant résume l'évolution de la population d'Altdorf entre 1850 et 2008 :

### Pyramide des âges
En 2020, le taux de personnes de moins de 30 ans s'élève à 32,4 %, similaire à la valeur cantonale (31,9 %). Le taux de personnes de plus de 60 ans est quant à lui de 27,7 %, alors qu'il est de 28 % au niveau cantonal.
La même année, la commune compte 4 709 hommes pour 4 856 femmes, soit un taux de 49,2 % d'hommes, inférieur à celui du canton (51 %).
| Hommes | Classe d’âge | Femmes |
| ------ | ------------ | ------ |
| 0,8    | 90 ans ou +  | 1,5    |
| 8,0    | 75 à 89 ans  | 10,3   |
| 17,2   | 60 à 74 ans  | 17,5   |
| 19,9   | 45 à 59 ans  | 20,4   |
| 20,6   | 30 à 44 ans  | 19,0   |
| 19,0   | 15 à 29 ans  | 17,7   |
| 14,5   | - de 14 ans  | 13,6   |

| Hommes | Classe d’âge | Femmes |
| ------ | ------------ | ------ |
| 0,7    | 90 ans ou +  | 1,4    |
| 7,9    | 75 à 89 ans  | 10,1   |
| 18,2   | 60 à 74 ans  | 17,7   |
| 21,9   | 45 à 59 ans  | 21,4   |
| 18,7   | 30 à 44 ans  | 18,1   |
| 17,7   | 15 à 29 ans  | 16,7   |
| 14,8   | - de 14 ans  | 14,5   |

## Économie
- RUAG Munition, fabrique de munitions
- Dätwyler, fabrique de câbles (de) Site de l’entreprise
- Deltalis, DataCenter (CyberBunker) Site de l’entreprise

## Culture et patrimoine

### Héraldique
| Blason | Blasonnement : Parti, d'or à l'aigle de sable becquée et membrée de gueules, mouvante du trait du parti, et de gueules à deux barres d'argent. |

### Monuments et curiosités
- La statue de Guillaume Tell a été réalisée par Richard Kissling en 1895. Le paysage à l'arrière plan, exécuté d'après un projet de Hans Sandreuter, représente le Schächental, patrie légendaire de Guillaume Tell.
- L'Hôtel de Ville en style néo-classique fut reconstruit en 1805-06 par Nicolas Putschert. À l'intérieur, sa riche collection d'anciennes bannières uranaises est à considérer. À côté du bâtiment se tient une tour médiévale, à l'origine tour d'habitation, qui fut vendue à la commune en 1517 ; une coupole la surmonte depuis 1808.
- L'Hôpital des Étrangers, fondé en 1437, qui a pour origine la position d'Altdorf sur la route du col du Saint-Gothard. Restauré en 1551, reconstruit en 1803, il était essentiellement destiné à accueillir les voyageurs sans ressources. L'étroite cour intérieure, cernée par deux ailes principales, est délimitée au fond par la façade de la chapelle du XVIIIe s.
- Le couvent de Capucins, le premier édifié en Suisse (1581), doit sa fondation au cardinal milanais Charles Borromée qui espérait que la propagation de l'ordre au nord des Alpes renforcerait la Contre-Réforme. L'église consacrée en 1585 a été reconstruite en 1804-07.
- Le couvent des Capucines Saint-Charles, fondé en 1677, fut l'un des rares bâtiments épargné par l'incendie de 1799, attisé par une tempête de foehn.
- La maison de Souvorov, qui doit son nom au général russe Alexandre Souvorov qui y prit ses quartiers en 1799 après que ses troupes eurent forcé le passage des Schöllenen en dépit de la résistance acharnée des Français. L'édifice remonte au XVIe s. ; il est l'un des plus anciens bâtiment d'Altdorf épargné par les incendies de 1693 et de 1799.
- L'église paroissiale Saint-Martin, réédifiée par Joseph Rey en 1800-1810. La nef unique avec deux chapelles latérales formant transept possède encore la décoration néo-classique de ses origines. À côté dans le cimetière se trouve la chapelle Sainte-Anne à deux étages de style gothique tardif.
- La maison von Roll, édifiée en 1562 pour le chevalier Walter von Roll (vers 1520-1591), fut reconstruite en 1799 en style néo-classique. Ami du cardinal Charles Borromée, Walter von Roll fut un des chefs de file de la Contre-Réforme en Suisse.
- La maison im Eselmätteli du XVIIe s. a été réaménagée en style rococo en 1764.
- Dominant le cimetière au milieu de jardins formant des terrasses, la maison Oberes Vogelsang fut construite en 1815. Son pignon incurvé évoque encore le baroque.
- La maison Ankenwaage se dresse à la place d'un poids public pour le beurre et le sel attesté depuis le XVIe s. Construite en 1824, elle est de style Biedermeier.
- La Tour des Sorcières (Hexenturm) contiguë à la maison Ankenwaage servait à l'origine de prison.
- Les bâtiments de la fabrique Dätwyler S.A. ont été construits en 1947 d'après les plans de Otto von Salvisberg. Durant l'entre-deux guerres, le développement de la firme constitua un élément important pour l'économie d'Altdorf, la construction du chemin de fer du Gothard représentant une grave menace économique pour la localité[9].

### Manifestations
- La Société des jeux de Tell présente chaque année Guillaume Tell, la pièce de Schiller, interprétée librement par des acteurs amateurs de la région.
- Festival international de musique des Alpes (de) alpentoene.ch

### Distinctions
- Altdorf a obtenu le prix Wakker en 2007.

## Transports
- Ligne ferroviaire CFF Zoug-Altdorf
- A2, Bâle – Chiasso, sortie 36

### Personnalités
- Guillaume Tell, légendaire arbalétrier
- Walter Fürst, l’un des mythiques « Trois Suisses » dans le Dictionnaire historique de la Suisse en ligne.
- Franz Steinegger, homme politique
- Simone Zgraggen, violoniste
- Alexius von Speyer, prêtre catholique, capucin et diplomate au sein du Nonce apostolique en Suisse